# 佩西詹克遜 (印地安納州)
佩西詹克遜（英語：Percy Junction）是位於美國印地安納州牛頓縣的一個非建制地區。該地的面積和人口皆未知。